# Liste der Monuments historiques in Essegney
Die Liste der Monuments historiques in Essegney führt die Monuments historiques in der französischen Gemeinde Essegney auf.

## Liste der Objekte
| Bezeichnung                         | Beschreibung                           | Standort                             | Kennzeichnung | Schutzstatus | Datum | Bild |
| ----------------------------------- | -------------------------------------- | ------------------------------------ | ------------- | ------------ | ----- | ---- |
| Verkündigungsretabel                | Kalkstein, Anfang des 15. Jahrhunderts | in der Kapelle des Hauses Notre-Dame | PM88000333    | Classé       | 1977  |      |
| Kanzel                              | Holz, 18. Jahrhundert                  | in der Kirche St-Pierre (Lage)       | PM88000334    | Classé       | 1969  |      |
| Kruzifix mit der heiligen Magdalena | Alabaster, Anfang des 16. Jahrhunderts | in der Kirche St-Pierre (Lage)       | PM88000337    | Classé       | 1977  |      |
| Chorgestühl und Wandvertäfelung     | Holz, 18. Jahrhundert                  | in der Kirche St-Pierre (Lage)       | PM88000335    | Classé       | 1969  |      |
| Zwei Beichtstühle                   | Holz, 18. Jahrhundert                  | in der Kirche St-Pierre (Lage)       | PM88000336    | Classé       | 1969  |      |